# Jane Weir
Jane Weir oder Jean Weir (* nahe Carluke in Lanarkshire; † April 1670 in Edinburgh) wurde des Inzests mit ihrem Bruder Thomas Weir und wie er der Hexerei angeklagt und 1670 mit ihm zusammen hingerichtet.
Major Thomas Weir war ein strenger Protestant, dessen Gebetsvortrag ihm einen gewissen Ruf einbrachte, der Besucher in sein Haus in Edinburgh lockte. Nach seiner Pensionierung im Jahr 1670 wurde Weir krank und begann, ein geheimes Leben von Verbrechen und Laster zu gestehen. Der Lord Provost fand diese Geständnisse zunächst unglaubwürdig und unternahm nichts, aber schließlich wurden Weir und seine unverheiratete Schwester, Jane Weir, zum Verhör in das Gefängnis von Old Tolbooth in Edinburgh gebracht, in dem auch schon Agnes Sampson war. Major Weir, inzwischen in den Siebzigern, erweiterte sein Geständnis immer weiter und Jane Weir gab eine noch übertriebenere Geschichte von Hexerei, Zauberei und Laster wieder.
Der Prozess begann am 9. April 1670. Jane Weir vermittelte von sich eher den Eindruck einer aktiv Praktizierenden als den eines Opfers. Sie „gestand“, dass ihre Mutter eine Hexe gewesen sei und ihre Kinder unterrichtet hätte. Sie enthüllte auch, dass Thomas ein Hexenmal auf seinem Körper trug oder dass sie häufig in einer feurigen Kutsche durch die Lande zogen. Wenige Tage danach wurde erst der Bruder und dann Jane Weir hingerichtet.

## Nachleben
Judy Chicago widmete ihr eine Inschrift auf den dreieckigen Bodenfliesen des Heritage Floor ihrer 1974 bis 1979 entstandenen Installation The Dinner Party. Die mit dem Namen Jane Weir beschrifteten Porzellanfliesen sind dem Platz mit dem Gedeck für Petronilla de Meath  zugeordnet.